# Marco Biagi (chính khách)
Marco Biagi (sinh ngày 31 tháng 7 năm 1982) là một chính khách người Scotland, trước đây từng giữ chức Bộ trưởng Chính quyền địa phương và Trao quyền cho cộng đồng và là SNP MSP cho khu vực Edinburgh Central từ năm 2011 đến 2016.

## Tuổi thơ
Biagi được sinh ra tại Alexandria, West Dunbartonshire vào ngày 31 tháng 7 năm 1982 tại Mary và Antonio Biagi, một cửa hàng bán cá và chip sở hữu gia đình người Scotland-Ý. Ông học trường cấp hai tại Học viện Hermitage ở Helensburgh. Ông học ngành Quan hệ quốc tế tại Đại học St Andrew, và năm 2002 được bầu chọn nghỉ phép một năm từ nghiên cứu để làm Phó chủ tịch (Đại diện) của Hiệp hội sinh viên. Trong năm đó, ông cũng quản lý chiến dịch không thành công của Germaine Greer để bầu vào chức vụ Hiệu trưởng. Ông tốt nghiệp hạng nhất năm 2005. Biagi sau đó bắt đầu nghiên cứu sau đại học tại Đại học Wadham, Đại học Oxford, nhưng sau đó rời đi và trở về Scotland.
Năm 2007, ông bắt đầu làm việc cho MSP mới Keith Brown và chuyển sang làm nhân viên trung tâm SNP vào năm 2009. Sau khi học bán thời gian hai năm trong khi làm việc, ông đã hoàn thành bằng thạc sĩ tại Đại học Glasgow vào năm 2010.